# Oudegracht (Alkmaar)
De Oudegracht is een straat in het centrum van de Nederlandse stad Alkmaar. De Oudegracht loopt vanaf de Korte Vondelstraat en de Limmerhoek tot Ritsevoort, Koorstraat en de Lindegracht waar hij in overgaat. Deze straat is ongeveer 830 meter lang.
Aan de Oudegracht bevinden zich tal van monumentale panden waaronder ook de voormalige Gereformeerde Kerk op nummer 157 tot 1971. Na verbouwd te zijn doet hij thans dienst als appartementencomplex, maar aan het exterieur is nog duidelijk te zien dat het ooit een kerk is geweest die de naam droeg van Gereformeerde Verlosser Kerk. Ook bevindt zich aan de Oudegracht 214 de voormalige Rooms-katholieke Kloosterkapel, de ingebruikname van deze kapel was in 1887.
Er bevindt zich nog een kerk aan de Oudegracht die uit een nog veel vroegere periode dateert namelijk 1692, maar deze doet nog wel dienst als kerk. Dit is de Evangelisch-Lutherse Kerk aan de Oudegracht 187, alsook het Wildemanshofje (1714) bestaande uit 24 huisjes wat een binnentuin omringd aan de Oudegracht 87.
Ooit zat er ook aan de Oudegracht op nummer 287 Uitgeverij Kluitman die uitgever is van vele bekende Nederlandse kinderboeken zoals Pietje Bell, Dik Trom en De Kameleon.

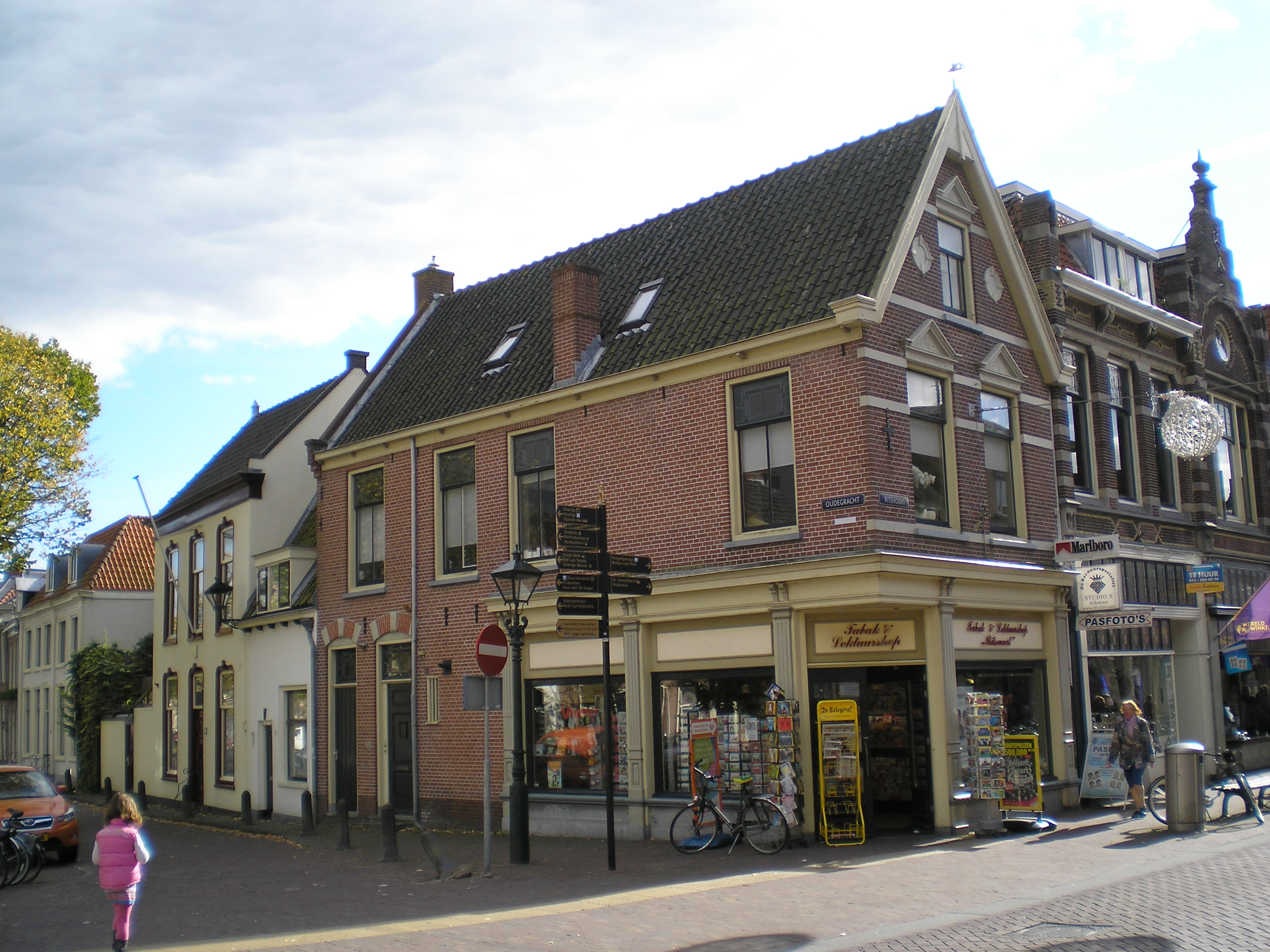
Oudegracht hoek Ritsevoort
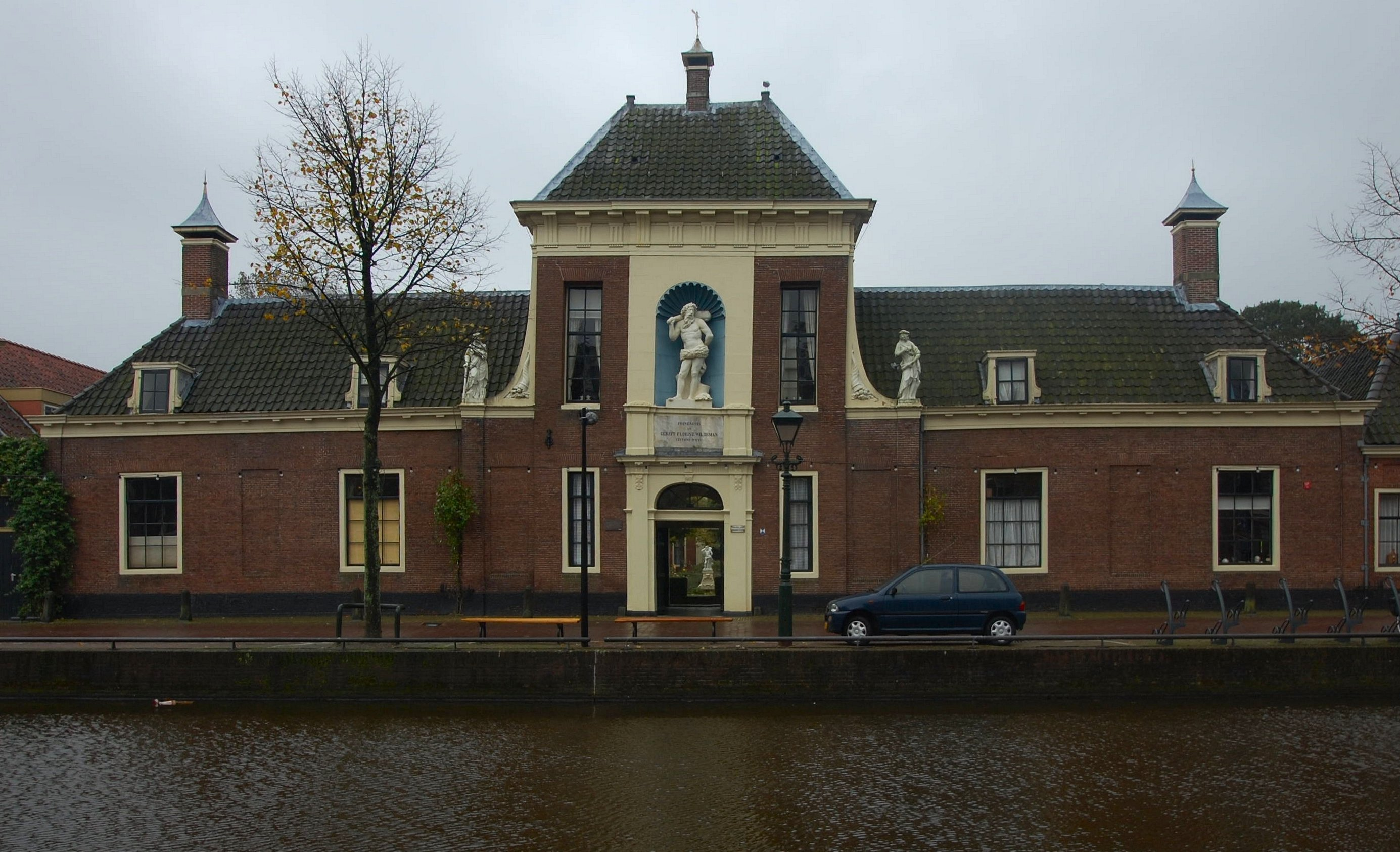
Wildemanshofje, Oudegracht 45.
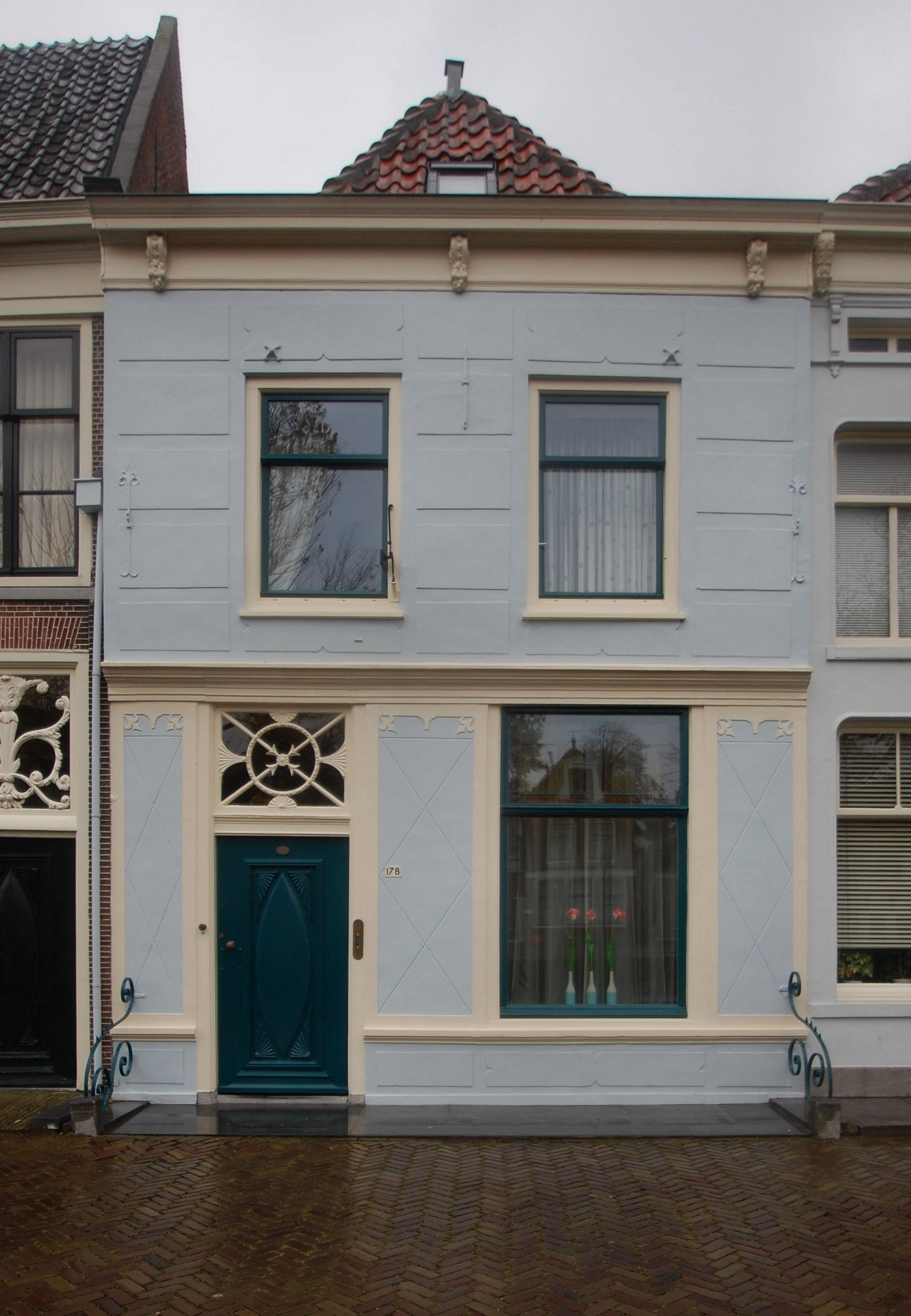
Oudegracht 178
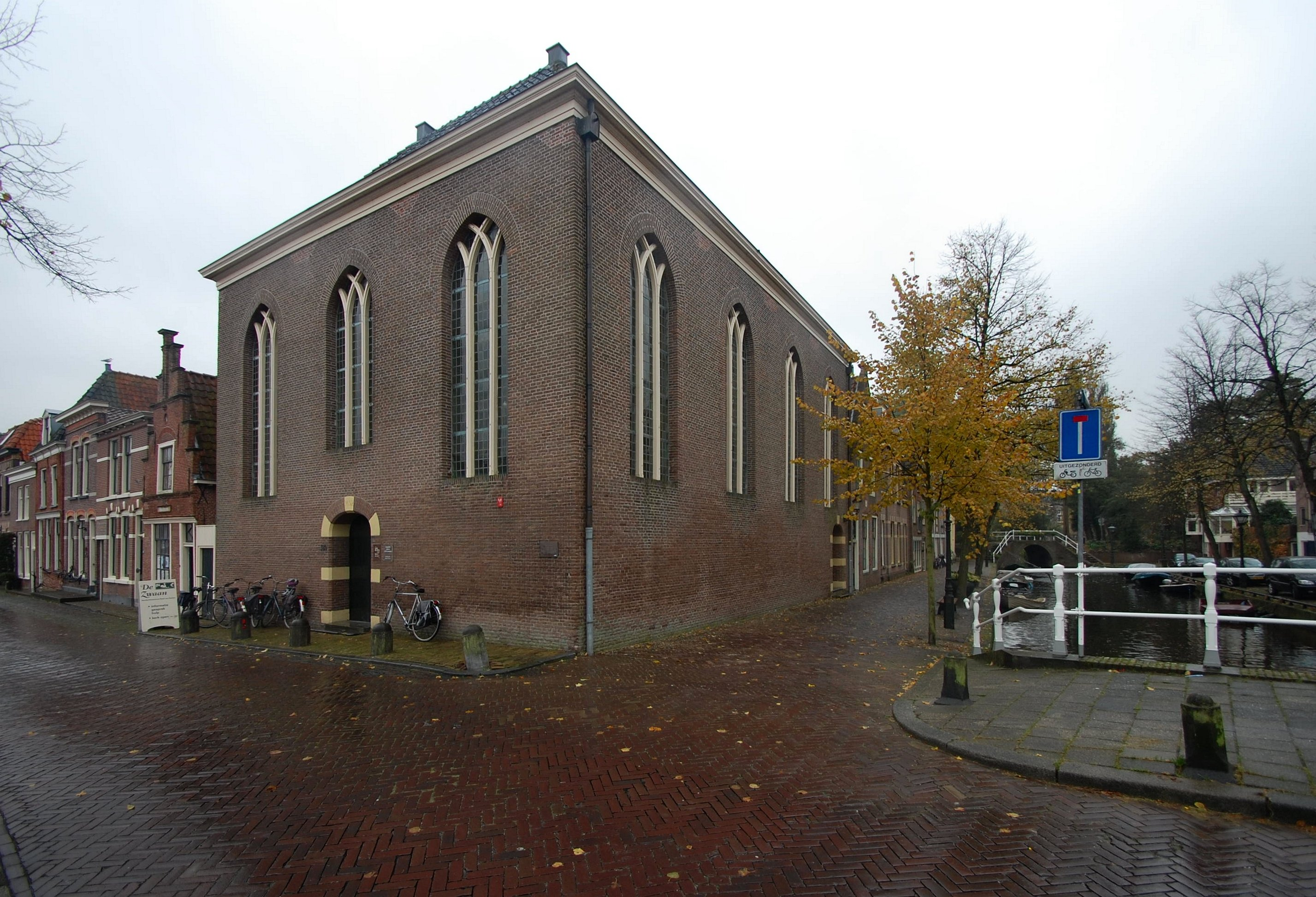
Evangelisch-Lutherse Kerk, Oudegracht 187.
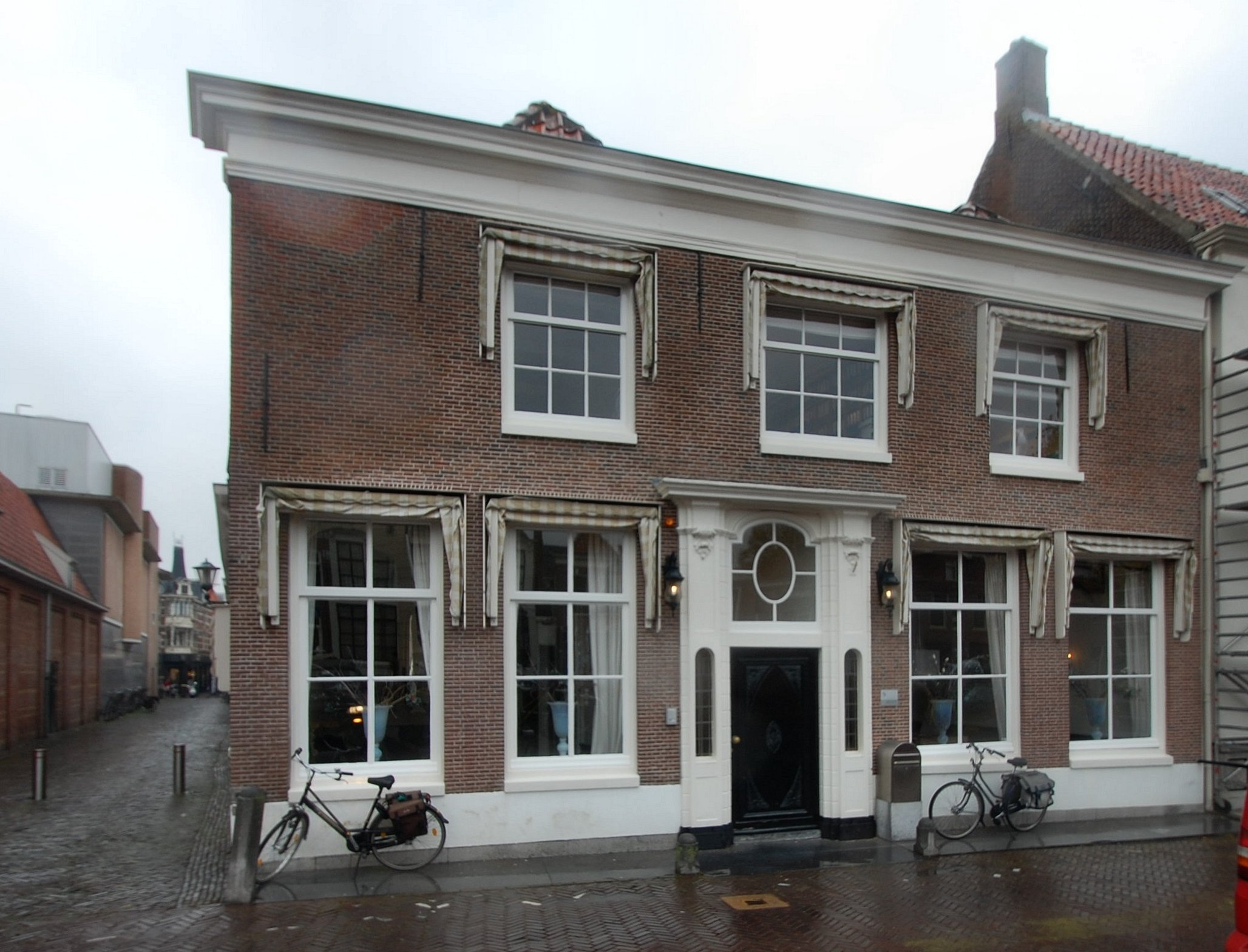
Oudegracht 202
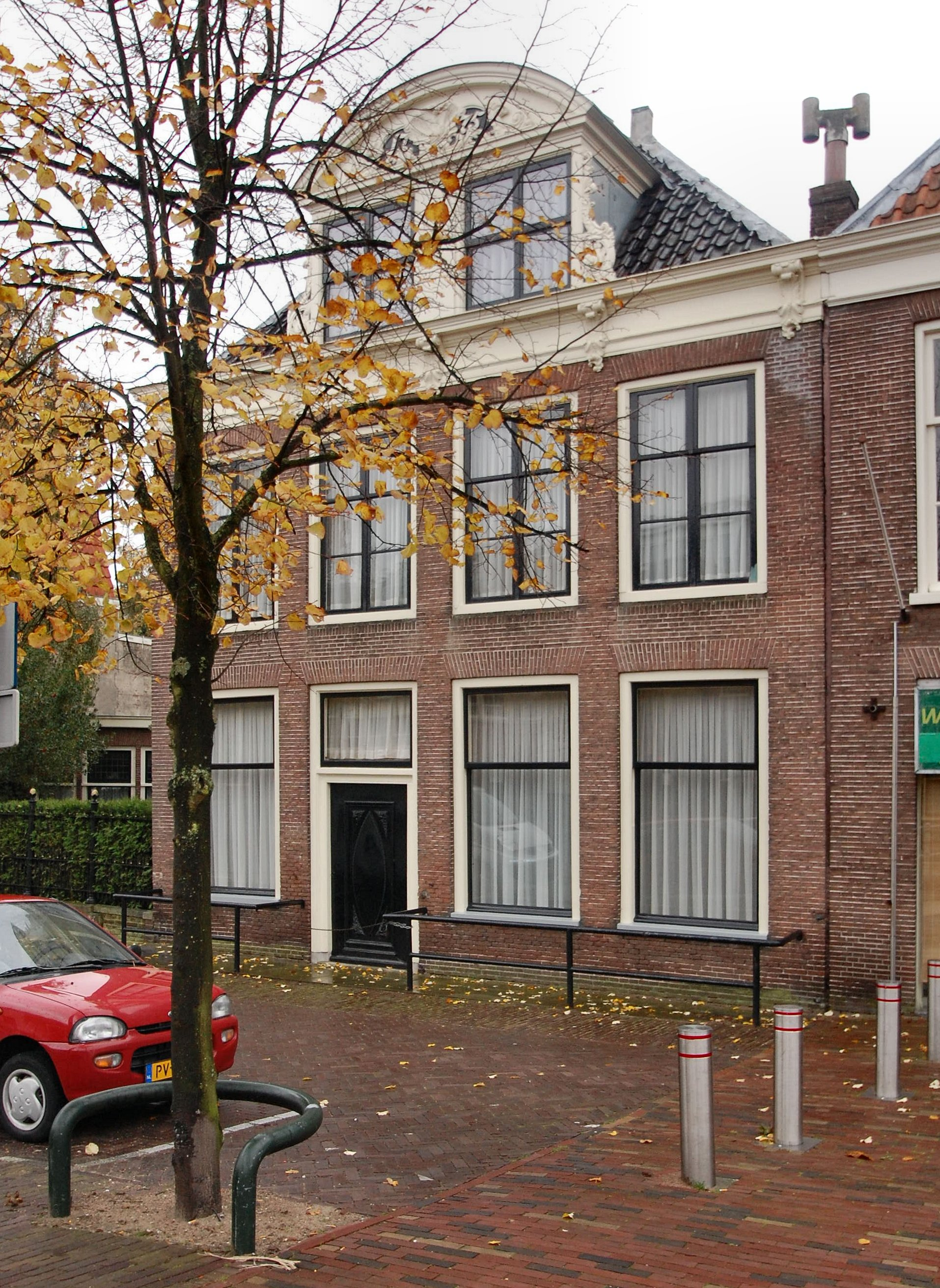
Bottemannehuis, Oudegracht 221
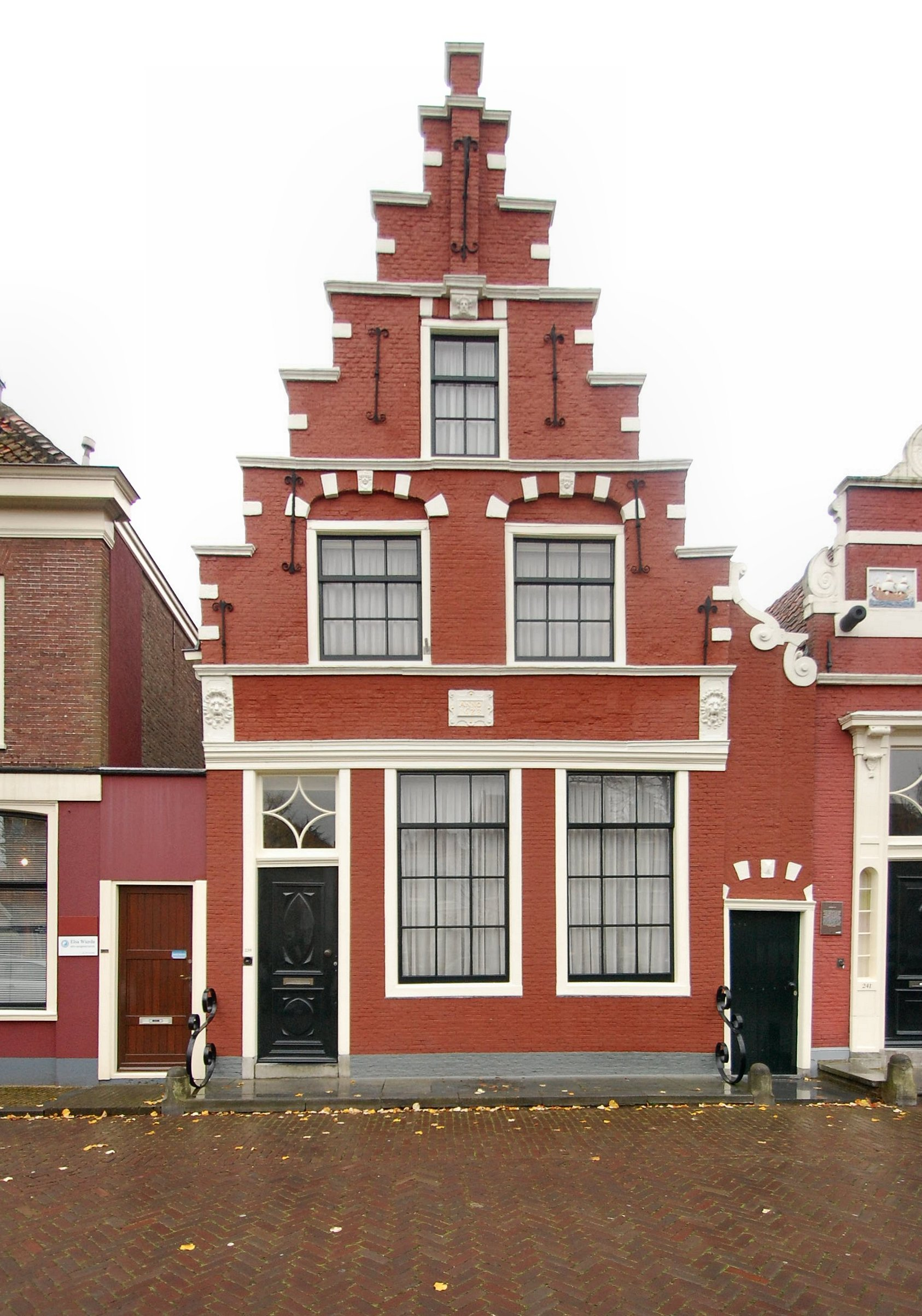
Oudegracht 239
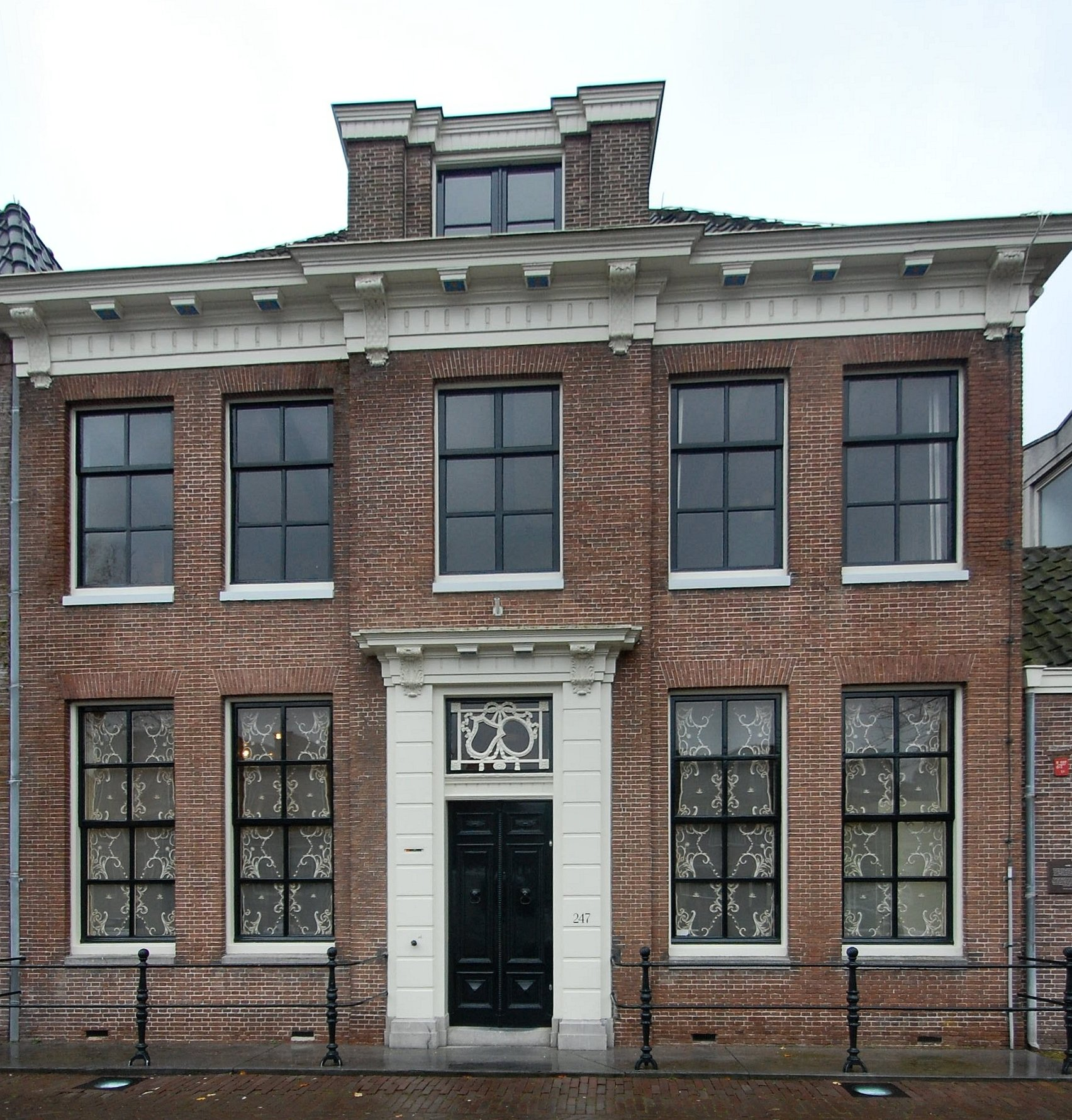
Oudegracht 247
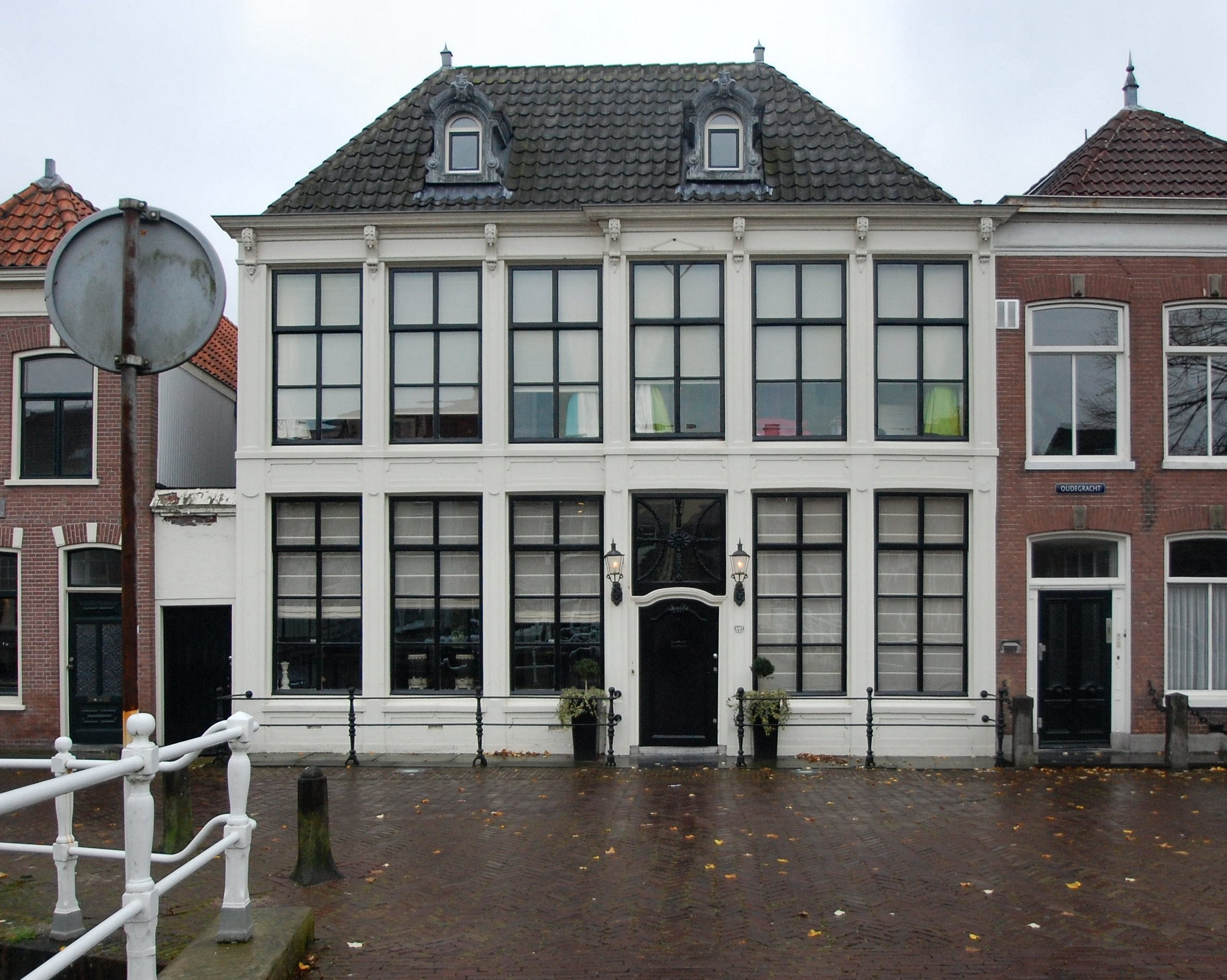
Oudegracht 273
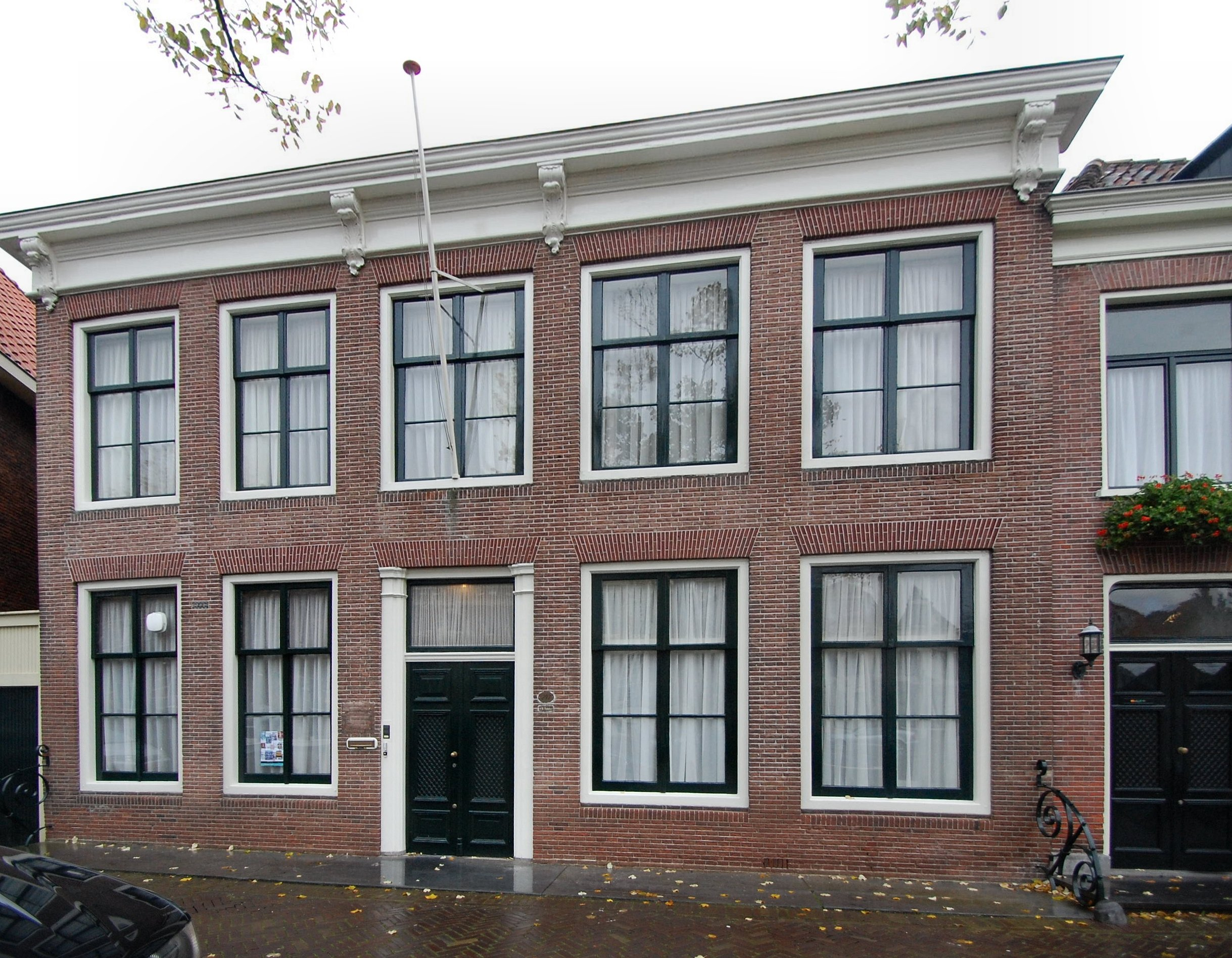
Oudegracht 297